# قلعه روی تپه (ترانه)
«قلعه روی تپه» تک‌آهنگی از هنرمند اهل بریتانیا اد شیرن است که در ۶ ژانویه ۲۰۱۷ منتشر شد و در آلبوم تقسیم قرار داشت.
این تک‌آهنگ در چارت‌های اسکاتلند در رتبه اول و در چارت‌های کانادا، ایتالیا، فرانسه، نروژ، اسپانیا، دانمارک، فنلاند، سوئد، استرالیا، سوئیس، نیوزلند، پرتغال، اتریش، فلاندرز، بریتانیا، جزو ده ترانه اول قرار گرفت.